# Neihart
Neihart é uma vila situada no condado de Cascade no estado estadunidense de Montana. Fica localizada no centro da região de  Little Belt Mountains. Em 2010, segundo o censo levado a cabo nesse ano, tinha uma população de 51 habitantes.É um dos três locais do mundo  onde se pode encontrado quartzito neihart - arenito com granulação grossa avermelhado e xisto— a vila deve o seu nome ao mineral neihart .

## Geografia
De acordo com o United States Census Bureau, a vila tem uma área de 5,15 km2, todos de terra firme. Fica localizada a uma altitude de 1.715 m.
A área de Neihart é rica em depósitos minerais. Ouro, chumbo, safiras, prata e  zinco foram descobertos e explorados na área.ref name="tent61" /> A maioria das rochas expostas na área datam da era (há mais de 542 milhões de anos). As rochas da área pertencem ao que é conhecido por Supergrupo Belt e Gnaisse. Amethyst e fósseis marinhos são comuns na área. O diorito Pinto, um diorito manchado de verde e vermelho também é encontrado na área em grandes quantidades.
Neihart fica na U.S. Route 89, também conhecida como Kings Hill Scenic Byway. De acordo com a classificação climática de Köppen-Geiger,  Neihart tem um clima semiárido.

## História

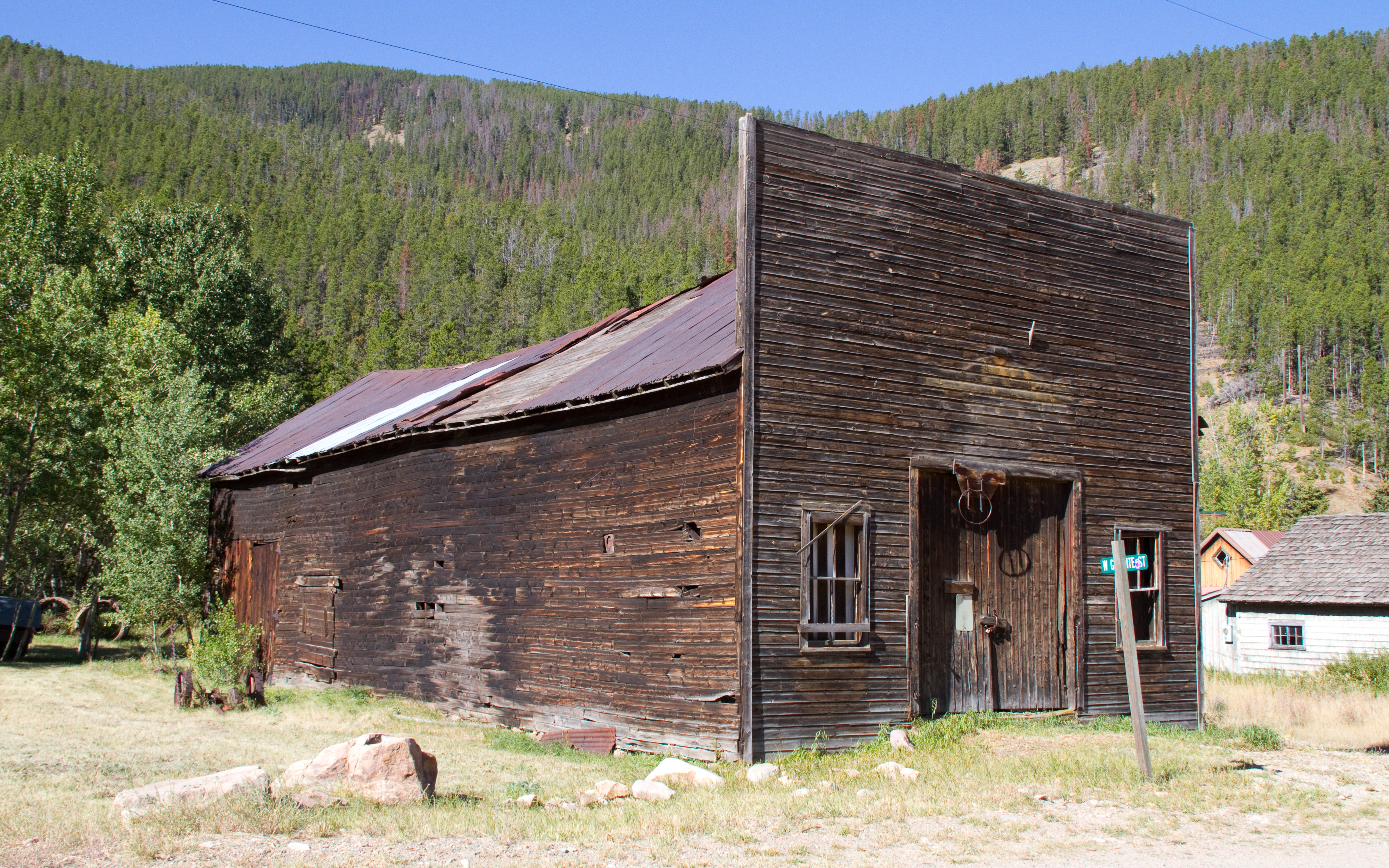
Velho edifício em Neihart.

Em 20 de setembro de 179, E.A. "Buck" Barker and Patrick Hughes, dois prospetores descobriram minério de prata em Galena Creek nas Little Belt Mountains. As cidades mineiras de Barker, Galena Creek, e Hughesville rapidamente cresceram na área. Entre os vários campos mineiros erigidos foi Jericho que mais cresceu. Em julho de 1861, três prospetores de Barker—James LeRoy Neihart, John O'Brien e Richard Harley—descobriram prata próximo da atual vila de Neihart. e fundou a Queen of the Mountains Mine (Rainha das Minas das Montanhas). Quando as notícias chegaram a Barker, vários grupos de prospetores deslocaram-se rapidamente para área de Neihart. e fundaram um novo campo mineiro no Belt Creek chamado Canyon City. O nome do campo foi modificado para Neihart graças a  James LeRoy Neihart, um dos mineiros que descobriu ali prata. (Ele era tio do poeta John Neihardt.) O distrito mineiro nunca foi formalmente organizado, mas durante muitos anos foi chamado de "Montana District".
Em 1882, a vila ganhou o direito de possuir uma estação de correios. Foi construída uma estrada ligando Neihart a White Sulphur Springs, se em que o minério fosse enviada e fundido para Barker através de mulas. Quando a fundição de Barker encerrou em 1883, foi construída uma nova fundição próximo de Neihart na Mountain Chief Mine em 1885. Por estas alturas, a vila possuía uma loja de ferragens, uma estalagem, restaurantes, dois bares/saloons e estábulos.Cerca de 50 casa foram construídas em Neihart, se bem que muitos dos seus habitantes vivessem em barracas. Entre 1882 e 1929, cerca de $16 milhões de prata foi o lucro obtido pela atividade mineira na área de Neihart.. As minas de  Galt e Broadwater foram escavadas em 1883 e um ano depois a empresa "Ball and  Mountain Chief Mines" estava ali operando. A mina  M and I, Rochester e a mina Silver Dyke também estavam operando próximo de Neihart.. Apesar da riqueza mineira da área, o investimento na região mineira de Neihart mantinha-se baixa por causa dos preços elevados no transporte do minério para fora da região.  Em 1887. as minas mais antigas encerraram, porque as minas esgotaram-se. Por volta de 1890, Neihart foi quase toda abandonada. Em 15 de novembro de 1891, a linha de caminho-de-ferro da empresa ferroviária Montana Central Railway alcançou Neihart e começou um novo desenvolvimento da vila. Agora, mesmo pequenas quantidades de minério podiam ser facilmente enviadas a preços baixos para as fundições de Great Falls. O quase abandono da localidade de Neihart ocorreu após a Segunda Guerra Mundial quando a linha férrea encerrou. Partes de Neihart foram abandonadas e ruínas da cidade fantasma podem ser avistadas nos limites externos da localidade. Vestígios de Jericho podem ainda ser encontradas em Neihart.